# 川本三郎
川本 三郎（かわもと さぶろう、1944年7月15日 - ）は、日本の評論家、翻訳家。読売文学賞、サントリー学芸賞（社会・風俗部門）選考委員。東京都渋谷区代々木山谷町（現：代々木4丁目）出身。

## 来歴・人物
熊本県出身の内務官僚の第5子として生まれる。1945年5月25日の空襲で代々木の実家が焼失、同年8月、広島に単身赴任していた父が原爆投下で死去した。戦後は杉並区阿佐谷北で育つ。当時の家は小島烏水が建てた大きな洋館で、隣家にはロシア文学者中山省三郎が住み、その向かいには英文学者の田部重治がいた。麻布中学校・高等学校から1年間の浪人生活を経て東京大学に入学。1968年、東京大学法学部政治学科を卒業後、同大学院に在籍しつつ、一年間の就職浪人生活を送る。二度目の受験で朝日新聞社に入社し、出版局に配属された。
『週刊朝日』編集部在職中、1971年2月、京浜安保共闘を自称する菊井良治（日本大学文理学部哲学科在学中）を取材。菊井が宮沢賢治について語り、ギター片手にクリーデンス・クリアウォーター・リバイバルの「雨を見たかい」を歌う姿に接して、個人的なシンパシーを持つに至る。1971年5月、人事異動で『朝日ジャーナル』記者となった後も菊井と密接に交際し、1971年8月21日に菊井らが赤衛軍を名乗って朝霞自衛官殺害事件を起こした際も、この犯罪を事前に取材し、犯行後にも菊井に金を渡すなどの便宜を図る。このとき川本は、赤衛軍のアジビラ作成を手伝った上、菊井から証拠品（自衛官が殺害された時に着用していた腕章と、犯行時に使用された隊員ズボン）を譲り受け、写真撮影の後、1971年9月上旬に同僚記者の妻にこれを託して焼却させた。1971年11月19日に菊井が逮捕されると川本の行為も露見、このため川本は1972年1月9日に証憑湮滅容疑で埼玉県草加警察署に逮捕され、会社は退社処分（懲戒解雇）となった。23日間の留置の後、1972年2月に保釈。同年9月27日、川本は浦和地裁にて懲役10か月、執行猶予2年の有罪判決を受けた。この事件の経緯は自伝的な『マイ・バック・ページ - ある60年代の物語』に詳しい。
以後、人の紹介で小さな編集プロダクションに拾われ、仕事のかたわら映画評や文芸評論を書き始める。物を書くことを川本に勧めたのは川本の大学時代の同級生の松本健一だった。1973年、『朝日ジャーナル』時代に取材を通じて知り合った21歳の武蔵野美術大学生・大塚恵子（のちのファッションジャーナリスト・川本恵子）と結婚し、三鷹市下連雀に住む。
1977年、『朝日のようにさわやかに』『同時代を生きる「気分」』の刊行を機に独立。朝日新聞社を懲戒解雇された経緯からして、最初は良い仕事が来ず、マイナーな雑誌で「福島県小名浜温泉トルコ風呂潜入」などのルポを書いたほか、スウェーデンのポルノ小説を翻訳したこともある。文芸・映画・都市など幅広いジャンルで多数の著書があるとともに、永井荷風に関する著作もある。映画に関する著作が最も多いが、いわゆる「町歩き本」も多数刊行しており近年の「散歩ブーム」の火付け役の一人である。ほか米国文学の翻訳もあり、特にトルーマン・カポーティを好んで訳している。
1979年、常盤新平、青山南とともに編集委員として『ハッピーエンド通信』を刊行。
『群像』1979年6月号に村上春樹の処女長編小説『風の歌を聴け』が掲載された直後、川本は『カイエ』1979年8月号において村上に対しいち早くインタビューを行う。最初期からの村上春樹の支持者だったが、ノンフィクション『アンダーグラウンド』（講談社、1997年3月）が刊行されたあたりから批判的になる。2002年の『海辺のカフカ』の刊行時に同書を酷評する。
月刊誌『東京人』（1986年創刊）の編集委員であった。
妻は、ファッション評論、ファッション史研究の川本恵子（1951年 - 2008年）。
朝日新聞在籍時代に取材に訪れた武蔵野美術大学で、在学中であった恵子と知り合い、懲戒解雇後に結婚した（恵子は退学）。2006年に恵子は食道癌を発症、2年後に死去した。看病中に川本はそれを題材にした短歌を詠むようになった。
2010年より、立教大学文学部特任教授（ - 2012年）。
自らの1970年前後の体験を描いた『マイ・バック・ページ』が妻夫木聡と松山ケンイチの主演で映画化され、2011年5月に公開された。
俳優の富田浩太郎は次姉の夫。母方の叔父に、滋賀プラスチック代表取締役の西四辻公敬がいる。また、歌人の冷泉為任は川本の母方の伯父に当たる。母方の祖父の西四辻公堯は陸軍少将で子爵、貴族院議員。

## 受賞歴
- 1988年 - 『キネマ旬報』に連載した「降っても、晴れても」によりキネマ旬報読者賞を受賞。
- 1991年 - 『大正幻影』によりサントリー学芸賞
- 1997年 - 『荷風と東京『断腸亭日乗』私註』により読売文学賞・評論・伝記賞
- 2002年 - 『キネマ旬報』に連載した「映画を見ればわかること」キネマ旬報読者賞を受賞。
- 2003年 - 『林芙美子の昭和』により毎日出版文化賞と桑原武夫学芸賞。『キネマ旬報』に連載した「映画を見ればわかること」キネマ旬報読者賞を受賞。
- 2005年 - 『キネマ旬報』に連載した「映画を見ればわかること」キネマ旬報読者賞を受賞。
- 2008年 - 『キネマ旬報』に連載した「映画を見ればわかること」キネマ旬報読者賞を受賞。
- 2011年 - 『キネマ旬報』に連載した「映画を見ればわかること」キネマ旬報読者賞を受賞。
- 2012年 - 『白秋望景』により伊藤整文学賞評論部門
- 2016年 - 『キネマ旬報』に連載した「映画を見ればわかること」キネマ旬報読者賞を受賞。
- 2017年 - 『キネマ旬報』に連載した「映画を見ればわかること」キネマ旬報読者賞を受賞。
- 2021年 - 『キネマ旬報』に連載した「映画を見ればわかること」キネマ旬報読者賞を受賞。
- 2023年 - 『キネマ旬報』に連載した「映画を見ればわかること」キネマ旬報読者賞を受賞。
- 2024年 - 『キネマ旬報』に連載した「映画を見ればわかること」キネマ旬報読者賞を受賞。

## 著作
- 『朝日のようにさわやかに 映画ランダム・ノート』（筑摩書房） 1977、のちちくま文庫
- 『同時代を生きる「気分」』（冬樹社） 1977
- 『シネマ裏通り』（冬樹社） 1979
- 『同時代の文学』（冬樹社） 1979
- 『走れナフタリン少年』（北宋社） 1981、のち中公文庫
- 『雑エンタテインメント』（学陽書房） 1981
- 『町を歩いて映画のなかへ』（集英社） 1982
- 『ハリウッドの神話学』（潮出版社） 1983、のち中公文庫
- 『都市の感受性』（筑摩書房） 1984、のちちくま文庫
- 『雑踏の社会学 東京ひとり歩き』（TBSブリタニカ） 1984、のちちくま文庫
- 『ネヴァーランドで映画を』（駸々堂出版） 1984、のち中公文庫
- 『ちょっとそこまで』（弥生書房） 1985、のち講談社文庫
- 『都市の風景学』（駸々堂出版） 1985
- 『微熱都市』（白水社） 1985
- 『忘れられた女神たち』（筑摩書房） 1986、のちちくま文庫
- 『読書のフットルース』（講談社） 1986
- 『映画のランニングキャッチ』（講談社） 1987
- 『紙宇宙船に乗って 川本三郎対談集』（白水社） 1987
- 『ハリウッドの黄金時代』（サントリー博物館文庫） 1987、のち中公文庫
- 『80年代都市のキーワード』（TBSブリタニカ） 1987
- 『日本すみずみ紀行』（六興出版） 1987、のち現代教養文庫
- 『記憶都市』（稲越功一写真、白水社） 1987
- 『感覚の変容』（文藝春秋） 1987
- 『シングル・デイズ』（リクルート出版） 1987
- 『ダスティン・ホフマンは「タンタン」を読んでいた』（キネマ旬報社） 1988
- 『マイ・バック・ページ ある60年代の物語』（河出書房新社） 1988、のち河出文庫、平凡社ライブラリー
- 『子どもたちのマジックアワー フィクションのなかの子ども』（新曜社） 1989
- 『スタンド・アローン 20世紀・男たちの神話』（筑摩書房） 1989、のちちくま文庫
- 『私の東京町歩き』（筑摩書房） 1990、のちちくま文庫
- 『アカデミー賞 オスカーをめぐる26のエピソード』（中公新書） 1990、のち中公文庫
- 『大正幻影』（新潮社） 1990、のちちくま文庫、岩波現代文庫
- 『パン屋の一ダース』（リクルート出版） 1990
- 『ハリウッド大通り』（平凡社） 1991、のちちくま文庫
- 『フィールド・オブ・イノセンス』（河出書房新社） 1991、のち河出文庫
- 『東京残影岩』（日本文芸社） 1992、のち河出文庫
- 『東京万華鏡』（筑摩書房） 1992、のち改題『私の東京万華鏡』（ちくま文庫）
- 『夢の日だまり』（日本文芸社） 1993
- 『ローリング・ストーンズをオルガンで 映画のこだわり雑貨店』（音楽之友社） 1993
- 『クリスの緑の眼、イーストウッドの拍車』（キネマ旬報社） 1993
- 『花の水やり』（日本デザインクリエーターズカンパニー） 1993
- 『青の幻影』（文藝春秋） 1993
- 『映画の昭和雑貨店』（小学館） 1994
- 『今ひとたびの戦後日本映画』（岩波書店） 1994、のち中公文庫、岩波現代文庫
- 『続・映画の昭和雑貨店』（小学館） 1995
- 『東京つれづれ草』（三省堂） 1995、のち中公文庫
- 『火の見櫓の上の海 東京から房総へ』（NTT出版、気球の本） 1995
- 『荷風と東京 「断腸亭日乗」私註』（都市出版） 1996、のち岩波現代文庫（全2冊）
- 『クレジットタイトルは最後まで』（中央公論社） 1996、のち中公文庫
- 『続々・映画の昭和雑貨店』（小学館） 1996
- 『君美わしく 戦後日本映画女優讃』（文藝春秋） 1996、のち文春文庫
- 『東京おもひで草』（三省堂） 1997、のちちくま文庫
- 『続々々・映画の昭和雑貨店』（小学館、Shotor library） 1998
- 『映画の香り』（中央公論社） 1998、のち中公文庫
- 『日本映画を歩く ロケ地を訪ねて』（JTB） 1998、のち中公文庫
- 『銀幕の東京 映画でよみがえる昭和』（中公新書） 1999
- 『映画の昭和雑貨店 完結編』（小学館、Shotor library） 1999
- 『青のクレヨン』（河出書房新社） 1999
- 『今日はお墓参り』（平凡社） 1999
- 『本のちょっとの話』（新書館） 2000
- 『この映画見た?』（新書館） 2000
- 『ロードショーが150円だった頃 思い出のアメリカ映画』（晶文社） 2000
- 『あのエッセイこの随筆』（実業之日本社） 2001
- 『小説、時にはそのほかの本も』（晶文社） 2001
- 『はるかな本、遠い絵』（角川選書） 2002
- 『浜辺のパラソル』（旬報社） 2002
- 『オリンピックのころの東京』（岩波書店、岩波フォト絵本） 2002
- 『荷風好日』（岩波書店） 2002、のち岩波現代文庫
- 『青いお皿の特別料理』（日本放送出版協会） 2003
- 『郊外の文学誌』（新潮社） 2003、のち岩波現代文庫
- 『林芙美子の昭和』（新書館） 2003
- 『東京の空の下、今日も町歩き』（講談社） 2003、のちちくま文庫
- 『美しい映画になら微笑むがよい』（中央公論新社） 2004
- 『我もまた渚を枕 東京近郊ひとり旅』（晶文社） 2004、のちちくま文庫
- 『映画を見ればわかること』（キネマ旬報社） 2004
- 『旅先でビール』（潮出版社） 2005
- 『時代劇ここにあり』（平凡社） 2005
- 『言葉のなかに風景が立ち上がる』（新潮社） 2006
- 『村上春樹論集成』（若草書房）2006
- 『名作写真と歩く、昭和の東京』（平凡社） 2007
- 『ミステリと東京』（平凡社） 2007
- 『東京暮らし』（潮出版社） 2008
- 『向田邦子と昭和の東京』（新潮新書） 2008
- 『現代映画、その歩むところに心せよ』（晶文社） 2009
- 『銀幕風景』（新書館） 2009
- 『きのふの東京、けふの東京』（平凡社）　2009
- 『いまも、君を想う』（新潮社） 2010、のち新潮文庫
- 『それぞれの東京 昭和の町に生きた作家たち』（淡交社） 2010
- 『銀幕の銀座 懐かしの風景とスターたち』（中公新書） 2011
- 『小説を、映画を、鉄道が走る』（集英社） 2011、のち集英社文庫
- 『君のいない食卓』（新潮社） 2011
- 『白秋望景』（新書館） 2012
- 『時には漫画の話を』（小学館） 2012
- 『いまむかし東京町歩き』（毎日新聞社） 2012
- 『そして、人生はつづく』（平凡社） 2013
- 『美女ありき 懐かしの外国映画女優讃』（七つ森書館） 2013
- 『映画は呼んでいる』（キネマ旬報社） 2013
- 『ギャバンの帽子、アルヌールのコート 懐かしのヨーロッパ映画』（春秋社） 2013
- 『成瀬巳喜男 映画の面影』（新潮選書） 2014
- 『映画の戦後』（七つ森書館） 2015
- 『サスペンス映画ここにあり』（平凡社） 2015
- 『ひとり居の記』（平凡社） 2015
- 『東京抒情』（春秋社） 2015
- 『物語の向こうに時代が見える』（春秋社） 2016
- 『「男はつらいよ」を旅する』（新潮選書） 2017
- 『老いの荷風』（白水社） 2017
- 『映画の中にある如く』（キネマ旬報社） 2018
- 『「それでもなお」の文学』（春秋社） 2018
- 『あの映画に、この鉄道』（キネマ旬報社） 2018
- 『東京は遠かった 改めて読む松本清張』（毎日新聞出版） 2019
- 『台湾、ローカル線、そして荷風』（平凡社） 2019
- 『『細雪』とその時代』（中央公論新社） 2020
- 『映画のメリーゴーラウンド』（文藝春秋） 2021
- 『ひとり遊びぞ我はまされる』（平凡社） 2022
- 『映画の木洩れ日』（キネマ旬報社） 2023
- 『遠い声／浜辺のパラソル　川本三郎掌篇集』（ベルリブロ）　2024
- 『陽だまりの昭和』（白水社） 2025.2
- 『荷風の昭和　前篇：関東大震災から日米開戦まで』
  - 『─ 後篇：偏奇館焼亡から最期の日まで』（新潮選書） 2025.5

### 共編著
- 『傍役グラフィティ 現代アメリカ映画傍役事典』（真淵哲共編、ブロンズ社） 1977
- 『女優グラフィティ』（小藤田千栄子共編、ブロンズ社） 1978
- 『ヴェトナム以後のアメリカ ヘビー・ピープル123』（常盤新平, 青山南共編、ニューミュージック・マガジン社） 1979
- 『アメリカ雑誌 全カタログ』（常盤新平, 青山南共編、冬樹社） 1980
- 『スキ・スキ・バン・バン』（小藤田千栄子共著、ブロンズ社） 1980
- 『映像の視覚』（佐藤忠男、現代書館） 1983
- 『映画をめぐる冒険』（村上春樹、講談社） 1985
- 『映画はアクチュアル』（松田政男、現代書館） 1986
- 『東京芝居 小劇場お楽しみガイド』（松岡和子、TBSブリタニカ） 1987
- 『昭和30年東京ベルエポック』（編著、岩波書店、ビジュアルブック江戸東京）1992
- 『日本の名随筆 別巻32 散歩』（編著、作品社） 1992
- 『こどもたちはまだ遠くにいる』（編著、筑摩書房、Portrait collection） 1993
- 『映画監督ベスト101』（編著、新書館） 1995
- 『映画監督ベスト101 日本篇』（編著、新書館） 1996
- 『今日も映画日和』（和田誠, 瀬戸川猛資共著、文藝春秋） 1999、のち文春文庫
- 『荷風語録』（編著、岩波現代文庫） 2000
- 『大いなる西部劇』（逢坂剛、新書館） 2001
- 『文学を旅する』（小池滋, 亀井俊介、朝日選書） 2002
- 『図説 永井荷風』（湯川説子と分担解説、河出書房新社、ふくろうの本） 2005
- 『誇り高き西部劇』（逢坂剛、新書館） 2005
- 『久世光彦の世界 昭和の幻景』（齋藤愼爾共編、柏書房） 2007
- 『本と映画と「70年」を語ろう』（鈴木邦男、朝日新書） 2008
- 『さらば愛しきサスペンス映画』（逢坂剛、七つ森書館） 2012
- 『日本映画 隠れた名作 - 昭和30年代前後』（筒井清忠、中公選書） 2014
- 『すごいトシヨリ散歩』（池内紀、毎日新聞出版） 2021

## 翻訳
- 『アメリカン・グラフィティ』(ジョージ・ルーカス, グロリア・カッツ, ウィラード・ヒュイック、二見書房、サラブレッド・ブックス） 1974
- 『万華鏡』（レイ・ブラッドベリ、サンリオSF文庫） 1978
- 『カポーティとの対話』（ローレンス・グローベル、文藝春秋） 1988
- 『ウォーターメソッドマン』全2巻（ジョン・アーヴィング、岸本佐知子, 柴田元幸共訳、国書刊行会） 1989、のち新潮文庫（全2巻） 1993
- 『天使といたずらっ子』（マイケル・フォアマン、三起商行、ミキハウスの絵本） 1990
- 『はやくおおきくなりたい!』（ジェイムズ・スティーブンソン、佑学社） 1991
- 『涙が流れるままに ローリング・ストーンズと60年代の死』（A・E・ホッチナー、実川元子共訳、角川書店） 1991
- 『橋の上の天使』（ジョン・チーヴァー、河出書房新社） 1992、のち「チーヴァー短篇選集」ちくま文庫 2024
- 『小さな花の王様』（クヴィエタ・パツォウスカー、太平社） 1992
- 『夜の樹』（トルーマン・カポーティ、新潮文庫） 1994、改版 2011 - 短編集
- 『失われし友情 カポーティ、ウィリアムズ、そして私』（ドナルド・ウィンダム、早川書房） 1994
- 『シナの五にんきょうだい』（クレール・H・ビショップ、瑞雲舎） 1995
- 『放浪記』（ジャック・ロンドン、小学館、地球人ライブラリー） 1995、のち改題新編『ザ・ロード アメリカ放浪記』（ちくま文庫） 2024.4
- 『叶えられた祈り』（トルーマン・カポーティ、新潮社） 1999、のち新潮文庫 2006.8
- 『綱渡りの男』（モーディカイ・ガースティン、小峰書店、For you 絵本コレクション「Y.A.」） 2005
- 『緑の影、白い鯨』（レイ・ブラッドベリ、筑摩書房） 2007